# Predestination
Predestination (bra: O Predestinado; prt: Predestinado) é um filme australiano de ficção científica e mistério, dirigido pelos irmãos Michael e Peter Spierig e baseado no conto All You Zombies de Robert A. Heinlein. É estrelado por Ethan Hawke, Sarah Snook e Noah Taylor.
O filme foi lançado oficialmente na Austrália em 28 de agosto de 2014. Nos Estados Unidos foi lançado no dia 9 de janeiro de 2015. No Brasil a estreia ocorreu no dia 19 de fevereiro de 2015.

## Sinopse
O filme segue um agente do tempo que, após um acidente ao tentar desarmar uma bomba em Nova York em 1975, é levado ao futuro para se recuperar. Durante a recuperação, ele recebe uma missão: impedir um atentado de um terrorista chamado "Fizzle". Em 1970, disfarçado como bartender, ele conhece John, que revela ser uma mulher intersexo chamada "Jane", cuja história está ligada à Agência Temporal, que a recrutou e causou uma série de eventos trágicos em sua vida. O agente oferece a John uma chance de mudar o passado, e ao viajar para o passado, John descobre que ele próprio foi o amante de "Jane" e que a história está conectada a um paradoxo temporal. O agente descobre que Fizzle, o terrorista, é uma versão futura dele mesmo e, após um confronto, mata sua versão futura para evitar o caos causado por suas ações.

## Elenco
- Ethan Hawke como Bartender/Agente temporal
- Sarah Snook como A mãe solteira/Jane/John
- Noah Taylor como Sr. Robertson
- Madeleine West como Srta. Stapleton
- Christopher Kirby como Agente Miles
- Freya Stafford como Alice
- Jim Knobeloch como Dr. Belfort
- Christopher Stollery como o entrevistador
- Tyler Coppin como Dr. Heinlein
- Rob Jenkins como Sr. Jones